# 국제 교육 도시 연합회
국제교육도시연합(International Association of Educating Cities, IAEC)은 1994년 볼로냐(이탈리아)에서 지방정부들 간의 합의로 창설되었으며, 2011년 현재 33개국 422여개 도시가 회원으로 가입되어 있고 스페인 바르셀로나에 본부를 두고 있다.
국제교육도시연합은 교육을 인간 생활의 근원으로 보고 시의 정책이 시민들의 삶에 스며드는 전 과정을 교육의 일환으로 인지하여, 교육도시헌장을 준수하고 정부의 정책입안과정에 방향을 제시하며,학교 정규교육을 포함한 평생학습 관련 회원도시 간의 우수 사례 공유를 주요 활동목적으로 한다.
국제교육도시연합 회원도시들은 지역별 및 주제별로 네트워크를 결성하여 공통주제로 합동프로젝트를 진행하고 정기적으로 모여 각 도시들의 교육ㆍ학습관련 우수사례를 공유하고 배우기도 한다.
국제교육도시연합은 UNESCO, UCLG 등의 국제기구와 공조하는 국제기구이다.

## 조직
총회, 상임위원회, 사무국으로 구성되어 있는 IAEC는 바르셀로나 시장이 총회의 의장직(영구)을 맡고 있다.
상임위원회는 422개 회원도시 중 14개 도시가 맡고 있으며 예산비준, 연도별 활동계획 인가, 세계총회 개최지선정, 신규▪탈퇴회원도시 승인 등의 권한이 있다.
국내에서는 아시아 최초로 창원시가 2008년에 상임이사도시로 위촉되어 현재까지 활동 중이며, 2012. 4. 25 ~ 4. 29(5일간) 기간중에는 창원컨벤션센터와 시 일원에서 ‘제12회 창원 국제교육도시연합 세계총회’가 개최된다.

## 참고 문헌(사이트)
- 제12회 창원국제도시연합(IAEC) 세계총회 홈페이지[깨진 링크(과거 내용 찾기)]